# El que quiera entender que entienda
«El que quiera entender que entienda» es el cuarto sencillo de Mägo de Oz y el segundo de Finisterra.
Además como sencillo, incluye un tema inédito, Pensando en ti, que es una versión del clásico de Kansas, Dust in the Wind; además de un vídeo de cuarenta minutos ("Finisterra") que contiene diversas anécdotas sobre la grabación del álbum y el videoclip de "Fiesta pagana".

## Estilo musical
El que quiera entender que entienda posee matices musicales complejos. En primer lugar, el clavecín que incluye Kiskilla le da cierto aire barroco mezclado con la potencia de las bases (guitarra, bajo y batería). Otro punto a destacar de este tema son los interludios y partes instrumentales que posee: luego del primer estribillo hay un puente de piano y cuerdas que le dan un quiebre a la canción, para luego continuar con el heavy metal. Después del segundo estribillo hay un break celta relevante por su armonización y acompañamientos. El solo de guitarra de Carlitos no desentona con el resto de la canción, mientras que el tercer quiebre (posterior al ya mencionado solo) nuevamente aporta una pausa, para terminar con un "barrido" de kiskilla y su clavecín.
Cuando Mägo de Oz toca este tema en vivo, aplica algunos cambios: Kiskilla y Fernando no tocan ni la intro ni la outro barroca de flauta y piano que aparecen al principio y al final de la grabación de estudio, si bien en giras más recientes han retomado este fragmento. Fernando toca flauta travesera en la introducción (en la grabación no). Por otra parte, el interludio de piano y cuerdas lo cambian por un puente de ritmo reggae, que marca una pausa distinta. Finalmente, al final de la canción cantan solamente dos estribillos, para dejar unas cuantas vueltas de solo de teclado para kiskilla y finalmente terminar con el ya mencionado "barrido" y una melodía de flauta que pone fin a este tema.
El trabajo de los músicos de Mägo de Oz para la grabación de este tema se reparte de la siguiente manera: Kiskilla utiliza sonidos de Clavecín, Órgano Hammond y Piano, además de un acordeón natural. En el álbum en vivo "Fölktergeist", el teclista utiliza un sintetizador para ejecutar el solo del final. Mohammed utiliza su violín en la introducción y el quiebre celta después del segundo estribillo, donde también toca Fernando Ponce de León con su flauta travesera. Txus di Fellatio (batería y líder de Mägo de Oz) escribió la letra de esa canción, mientras que el vocalista José Andrëa compuso la mayor parte de la música. Vocalmente, José Andrëa graba una pista de voz principal que recorre toda la canción; otra pista que incluye una voz con intervalo de tercera superior (con respecto a la pista principal) en algunos versos y en todos los estribillos; finalmente, una tercera pista con intervalo de octava superior (con respecto a la principal) utilizada en todos los estribillos.

## Temática
La temática de esta canción trata de la homosexualidad y la tolerancia. En la historia contenida en el disco Finisterra, el protagonista, Diego Cortés, se sincera consigo mismo al declararse homosexual; en la Edad Media tiene que esconder sus sentimientos hacia el mismo sexo. Se hace el planteamiento de que se debe abandonar la misma mentalidad medieval de la discriminación que sobrevive en el año 2000. La canción habla sobre una persona que le cuesta trabajo sonreír sin poderse quitar el antifaz que le disfraza de normal.

## Lista de canciones
| N.º   | Título                                                 | Duración |  |
| 1.    | «El que quiera entender que entienda (Radio edit)»     | 6:04     |  |
| 2.    | «Pensando en ti» (Cover de: Dust in the wind - Kansas) | 4:33     |  |
| 10:37 |                                                        |          |  |